# Lumpkin (Géorgie)
Pour les articles homonymes, voir Lumpkin.
Lumpkin est une ville du comté de Stewart en Géorgie aux États-Unis. En date du recensement de 2000, la ville comptait une population totale de 1 369 habitants. C’est le siège du comté de  Stewart.

## Histoire
La ville fut nommée à l'honneur de Wilson Lumpkin, ancien gouverneur de Géorgie et membre de la Chambre des représentants des États-Unis.

## Démographie
| 1860 | 1870 | 1880 | 1900  | 1910  | 1920 |
| ---- | ---- | ---- | ----- | ----- | ---- |
| 765  | 778  | 747  | 1 470 | 1 140 | 934  |

| 1930  | 1940  | 1950  | 1960  | 1970  | 1980  |
| ----- | ----- | ----- | ----- | ----- | ----- |
| 1 103 | 1 210 | 1 209 | 1 348 | 1 431 | 1 335 |

| 1990  | 2000  | 2010  | - | - | - |
| ----- | ----- | ----- | - | - | - |
| 1 250 | 1 369 | 2 741 | - | - | - |

## Source
- (en) Cet article est partiellement ou en totalité issu de l’article de Wikipédia en anglais intitulé « Lumpkin, Georgia » (voir la liste des auteurs).